# Jockey Club Córdoba
Pour les articles homonymes, voir Jockey (homonymie).
Maillots
Le Jockey Club Córdoba est un club omnisports qui dispose en son sein d'une section rugby à XV et est situé dans la Province de Córdoba en Argentine.

## Histoire
Le club est fondé en 1887 et la section rugby créée dans les années 1930 est affiliée à l'Unión Cordobesa de Rugby. L'équipe participe actuellement au Torneo del Córdoba - Copa Citi qu'elle a remporté pour la première fois en 1946.

## Palmarès
- Vainqueur du Tournoi de l'Intérieur en 1998 et 1999.
- Vainqueur du Torneo del Córdoba à 12 reprises entre 1946 et 2022.